# دو دست (فیلم ۱۹۹۹)
دو دست (به انگلیسی: Two Hands) یک فیلم سینمایی جنایی کمدی استرالیایی محصول سال ۱۹۹۹ که توسط گرگور جوردن کارگردانی شده است.

## داستان
یک پسر ۱۹ ساله، بعد از گم کردن پولی که باید به اوباش محلی می‌داده، شروع به گریختن از آن‌ها می‌کند…

## باکس آفیس
دو دست ۵٬۴۷۸٬۴۸۵ دلار در گیشه در استرالیا در سال ۱۹۹۹ به دست آورد.